# Carex goodenoughii
Carex goodenoughii là một loài thực vật có hoa trong họ Cói. Loài này được Gay mô tả khoa học đầu tiên năm 1839.